# عبور فلكي
في الفلك، عُبُور جرم:
- مروره أمام سطح جرم آخر يتراءيان للناظرين من نفس الموضع بوضوح.
- اجتيازه دائرة نصف النهار بسبب دوران كوكب الأرض، في ما بين مشرق الشمس ومغربها. على سبيل المثال، تعبر الشمس دائرة نصف النهار تظهيرا—أي عند وقت الظهيرة الشمسية.
- أو، إذا كان نجما، هو مروره مرقوبا ورصده من أجل دراسته .

## تمثل
| |  |  |
| يمين: صورة لقطها المسبار كاسيني-هيغنس أثناء عبور آيو المشتري. وصورة اليسار ملتقطة من الأرض لعبور أيو للمشتري . |  |  |

عبور كوكب هو تحركه بين الأرض والشمس ، عندئذ يرى المشاهد من الأرض بقعة مستديرة سوداء (هي ظل الكوكب) تعبر عبر واجهة الشمس (يحتاج المشاهد إلى نظارة سوداء أو حجب عينه بفيلم أسود لحفظ سلامة العين ). وهذه الحركة لا تحصل إلا عند بعض الخنس كالزهرة (الذي عبر مدار الأرض عامي 1874 و1882، ثم عبرت الشمس في عام 2004 (عبور الزهرة 2004) ، كما عبرتها في عام 2012 (عبور الزهرة 2012) ؛ أي أنه كل 120 عاما، كان يعبر مرتين تفصل بينهما 9 أعوام تقريبا) ، وكذلك يمكن مشاهدة عبور عطارد ولكن يحتاج المرء في تلك الحالة إلى تلسكوب . أما إذا شوهدت الأرض من على كوكب آخر فإن المشاهد سيرى عبور الأرض أمام واجهة الشمس أيضا.
يطلق العبور أيضا على دورة قمر حول كوكبه، كما هو حال الأقمار التي شاهدها العالم جاليليو (آيو، أوروبا، جانيميد وكلستو) التي تعبر المشتري بمنظار من الأرض.
في السنين الأخيرة، يهتم العلماء بالبحث عن كواكب صالحة للسكنى خارج المجموعة الشمسية ، وهم يستخدمون عبور كوكب أمام نجمه ليستدلوا عليه والتعرف على حجمه وبعده عن نجمه . من ضمن تلك الكواكب التي اكتشفها العلماء عن طريق مشاهدة العبور هو الكوكب HD 209458 b .

## عبور الكواكب واحتجابها
يندر عبور كوكب ما امام كوكب آخر. عند 12:43 (وع⁬ن) من يوم 22-11-2065، سيشهد أهل الأرض عبور الزهرة أمام المشتري ؛ بيد أن ذاك سيحدث عند 8° غرب الشمس، مما سيحجب الرؤية عن كل عين مجردة غير محمية. قطرا الزهرة و المشتري الزاويان هما 10.6" و30.9"؛ كما أن أكبرهما قطرا زاويا وأقربها للأرض سيحجب أصغرهما وأبعدهما عنها وسيغشاه، عندها لا يكون الحدث عبورا بل احتجابا واختفاء. قبل عبور المشتري ، سوف يلاحظ من في أمريكا الجنوبية وجنائب أفريقيا أن الزهرة سيحجب قمر المشتري جانيميد في 11:24 (وع⁬ن).
بين عامي 1700 و2200، أدرك من على الأرض 9 ظواهر عبور و9 احتجابات كوكبية، وإذ يلاحظ الفارق الكبير بين الأحداث من عام 1818 حتى 2065:
- 19-09-1702 - احتجاب نبتون خلف المشتري
- 20-07-1705 - عبور عطارد لنبتون
- 14-07-1708 - احتجاب أورانوس خلف عطارد
- 04-10-1708 - عبور عطارد امام المشتري
- 28-05-1737 - احتجاب عطارد خلف الزهرة
- 29-08-1771 - عبور الزهرة امام زحل
- 21-07-1793 - احتجاب أورانوس خلف عطارد
- 09-12-1808 - عبور عطارد امام زحل
- 03-01-1818 - عبور الزهرة امام زحل
- 22-11-2065 - عبور الزهرة امام المشتري
- 15-07-2067 - احتجاب نبتون خلف عطارد
- 11-08-2079 - احتجاب المريخ خلف عطارد
- 27-10-2088 - عبور عطارد امام المشتري
- 07-04-2094 - عبور عطارد امام المشتري
- 21-08-2104 - احتجاب لنبتون خلف الزهرة
- 14-09-2123 - عبور الزهرة امام المشتري
- 29-07-2126 - احتجاب المريخ خلف عطارد
- 03-12-2133 - احتجاب عطارد خلف الزهرة

## معرض صور

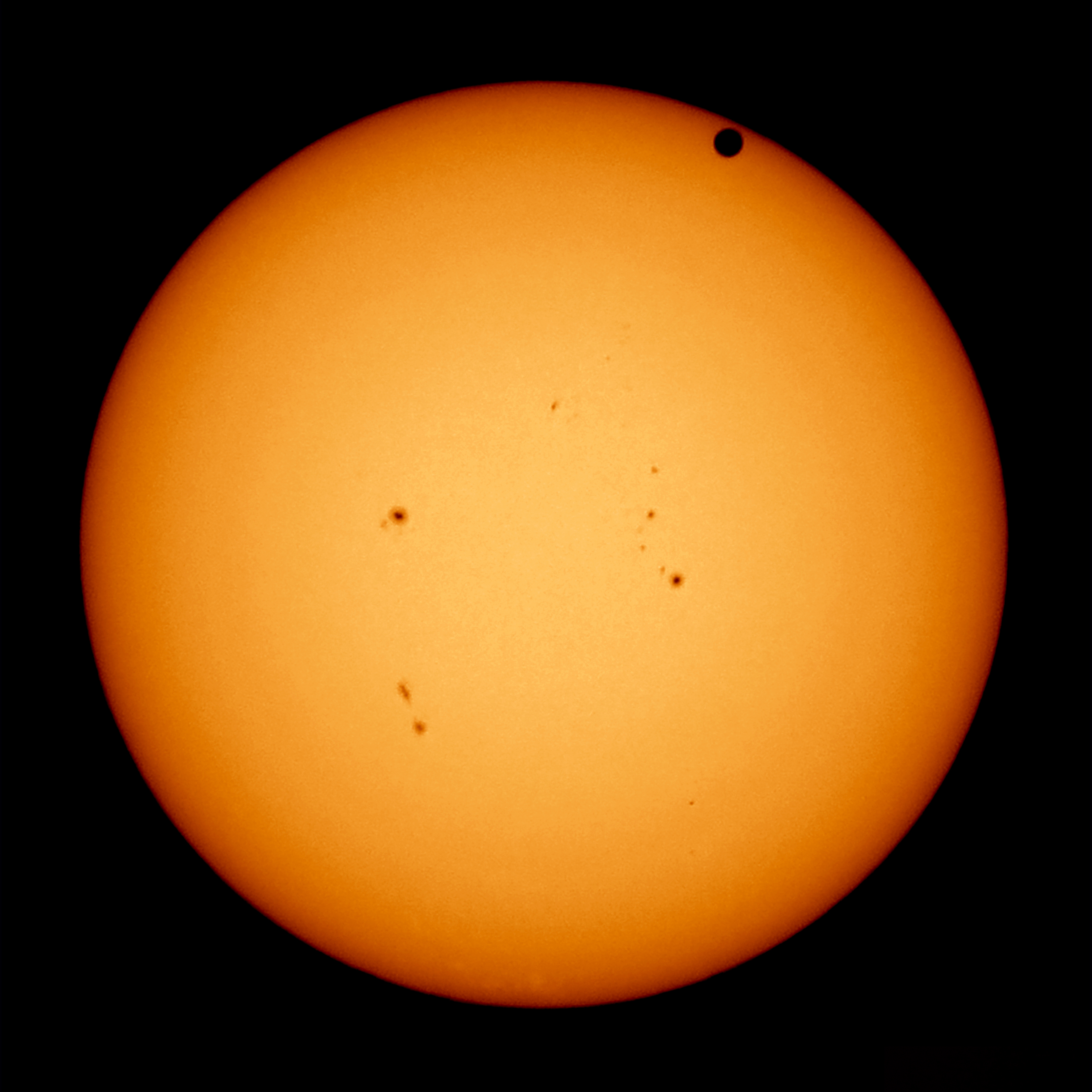
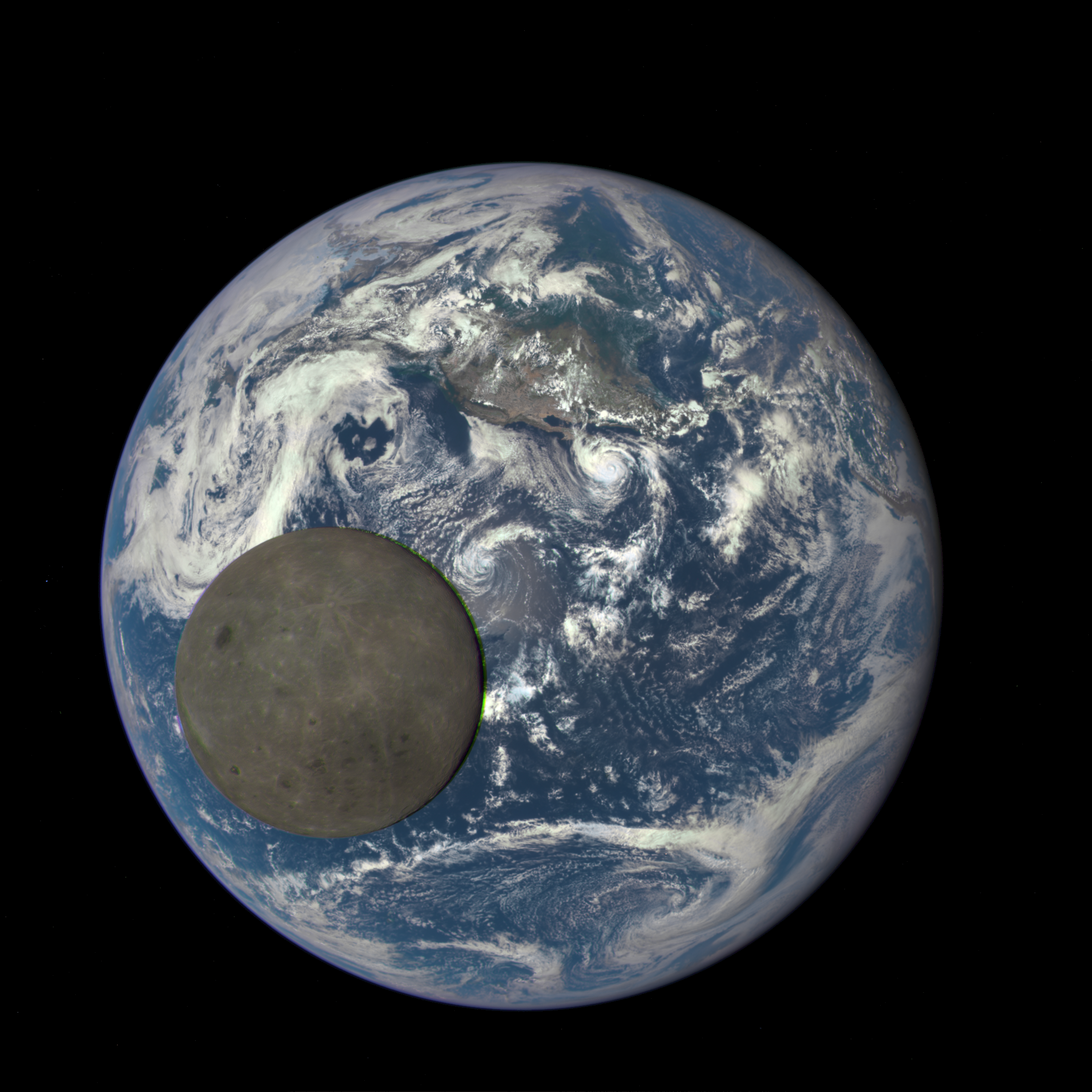